# Secretaria de Vigilância em Saúde e Ambiente
A Secretaria de Vigilância em Saúde e Ambiente (SVSA) é uma entidade ligada ao Ministério da Saúde do Governo Brasileiro. Foi criada em junho de 2003 e representou um marco importante no Ministério da Saúde, pois fortaleceu e expandiu as atividades de Vigilância Epidemiológica. A SVSA assumiu as responsabilidades que anteriormente eram atribuídas ao extinto Centro Nacional de Epidemiologia, pertencente à Fundação Nacional de Saúde.
Em janeiro de 2023, através do Decreto nº 11.358, de 1º de janeiro de 2023, a Secretaria de Vigilância em Saúde passou a ser denominada Secretaria de Vigilância em Saúde e Ambiente (SVSA).

## Competências
A SVSA desempenha um papel fundamental na coordenação de programas nacionais, tais como o combate à dengue, à malária e outras doenças transmitidas por vetores. Além disso, é responsável pelo Programa Nacional de Imunização, pela prevenção e controle de doenças imunopreveníveis, como o sarampo, pelo controle de zoonoses e pela vigilância de doenças emergentes.
A inclusão do termo "Ambiente" na denominação reflete a abordagem de saúde única, que conecta as dimensões da saúde humana, animal e ambiental.
De acordo com o artigo 34 do Decreto nº 9.795, de 17 de maio de 2019, que altera o Decreto nº 4.726/2003, a SVSA tem uma ampla gama de atribuições:
- Gestão do Sistema Nacional de Vigilância em Saúde: incluindo o Programa Nacional de Imunizações, e a Política Nacional de Saúde do Trabalhador;
- Elaboração e divulgação de análises de saúde e das prioridades de atuação nacional;
- Monitoramento do quadro sanitário nacional;
- Avalição do impacto das ações de prevenção e controle de doenças;
- Formulação de políticas do Ministério da Saúde;

- Disseminação da metodologia epidemiológica no Sistema Único de Saúde (SUS);
- Coordenação de atividades de prevenção e controle de doenças;
- Supervisão das atividades do Instituto Evandro Chagas (Centro Nacional de Primatas);

- Desenvolvimento de estudos para a melhoria das ações de vigilância;
- Estabelecimento de cooperações técnico-científica na área de vigilância em saúde;
- Poposição de políticas, normas e ações de educação e mobilização social;
- Assessoria técnica e cooperação com estados, o Distrito Federal e municípios na gestão e promoção de novas práticas de vigilância em saúde;
- Formulação da Política de Vigilância Sanitária (em conjunto com a Agência Nacional de Vigilância Sanitária - Anvisa);
- Definição de diretrizes para a Força Nacional do SUS em vigilância em saúde.

## Departamentos
Atualmente a Secretaria consiste em 7 departamentos e 2 Institutos de Pesquisa. São eles:
- Departamento de Imunização e Doenças Imunopreveníveis (DPNI);
- Departamento de Análise Epidemiológica e Vigilância de Doenças Não Transmissíveis (DAENT);
- Departamento de Articulação Estratégica de Vigilância em Saúde e Ambiente (DAEVS);
- Departamento de HIV/Aids, Tuberculose, Hepatites Virais e Infecções Sexualmente Transmissíveis (DATHI);
- Departamento de Vigilância em Saúde Ambiental e Saúde do Trabalhador (DVSAT);
- Departamento de Emergências em Saúde Pública (DEMSP);
- Departamento de Doenças Transmissíveis (DEDT);
- Instituto Evandro Chagas (IEC); e
- Centro Nacional de Primatas (CENP).